# Hafen Palm Beach
Der Hafen von Palm Beach befindet sich in Riviera Beach im Palm Beach County (Florida), etwa 130 km nördlich von Miami.
Es existieren drei Slipanlagen, vier Kaimauern und zwei Anlegestellen für RoRo-Schiffe sowie ein Schiffsterminal für Passagiere.
Der Hafen ist der viertgrößte Containerhafen Floridas sowie der achtzehntgrößte Hafen der kontinentalen Vereinigten Staaten.
Die Gesellschaft Celebration Cruise Line eröffnete 2010 mit der Bahamas Celebration eine Schiffsverbindung nach Freeport auf den Bahamas. Diese Strecke wird in einem zweitäglichen Rhythmus bedient. Den Hafen von Palm Beach verlässt das Schiff um 17.30 Uhr und erreicht Freeport um 8.00 Uhr am nächsten Tag. Für die 150 Kilometer lange Passage benötigt das Schiff somit 14 Stunden und 30 Minuten.